# Elecciones para gobernador en Estados Unidos de 2022
Las Elecciones para gobernador en Estados Unidos se llevaron a cabo el 8 de noviembre de 2022 en 36 estados y 3 territorios.

## Predicciones
- "competitivo": no hay ventaja
- "inclinándose": ventaja que no es tanta como "pequeña ventaja"
- "pequeña ventaja": ligera ventaja
- "probable" o "favorecido": ventaja significante pero remontable (*calificación más alta dada por Fox News)
- "seguro" o "sólido": victoria segura

| Estado           | PVI  | Titular                         | Última elección | Cook 3 de diciembre de 2021 | IE 3 de diciembre de 2021 | Sabato 1 de diciembre de 2021 |
| ---------------- | ---- | ------------------------------- | --------------- | --------------------------- | ------------------------- | ----------------------------- |
| Alabama          | R+15 | Kay Ivey                        | 59.5% R         | Sólido                      | Sólido                    | Sólido                        |
| Alaska           | R+9  | Mike Dunleavy                   | 51.4% R         | Sólido                      | Sólido                    | Probable                      |
| Arizona          | R+3  | Doug Ducey (plazo limitado)     | 56.0% R         | Competitivo                 | Competitivo               | Competitivo                   |
| Arkansas         | R+16 | Asa Hutchinson (plazo limitado) | 65.3% R         | Sólido                      | Sólido                    | Sólido                        |
| California       | D+14 | Gavin Newsom                    | 61.9% D         | Sólido                      | Sólido                    | Sólido                        |
| Colorado         | D+3  | Jared Polis                     | 53.4% D         | Sólido                      | Sólido                    | Probable                      |
| Connecticut      | D+7  | Ned Lamont                      | 49.4% D         | Sólido                      | Sólido                    | Probable                      |
| Florida          | R+3  | Ron DeSantis                    | 49.6% R         | Pequeña ventaja             | Competitivo               | Probable                      |
| Georgia          | R+3  | Brian Kemp                      | 50.2% R         | Competitivo                 | Competitivo               | Competitivo                   |
| Hawái            | D+15 | David Ige (plazo limitado)      | 62.7% D         | Sólido                      | Sólido                    | Sólido                        |
| Idaho            | R+19 | Brad Little                     | 59.8% R         | Sólido                      | Sólido                    | Sólido                        |
| Illinois         | D+7  | J. B. Pritzker                  | 54.5% D         | Sólido                      | Sólido                    | Probable                      |
| Iowa             | R+6  | Kim Reynolds                    | 50.3% R         | Sólido                      | Sólido                    | Probable                      |
| Kansas           | R+11 | Laura Kelly                     | 48.0% D         | Competitivo                 | Competitivo               | Competitivo                   |
| Maine            | D+1  | Janet Mills                     | 50.9% D         | Pequeña ventaja             | Competitivo               | Pequeña ventaja               |
| Maryland         | D+14 | Larry Hogan (plazo limitado)    | 55.4% R         | Pequeña ventaja (volteado)  | Competitivo               | Pequeña ventaja (volteado)    |
| Massachusetts    | D+14 | Charlie Baker (retirado)        | 66.6% R         | Pequeña ventaja (volteado)  | Competitivo               | Probable (volteado)           |
| Míchigan         | R+1  | Gretchen Whitmer                | 53.3% D         | Competitivo                 | Competitivo               | Pequeña ventaja               |
| Minnesota        | D+1  | Tim Walz                        | 53.8% D         | Probable                    | Sólido                    | Probable                      |
| Nebraska         | R+13 | Pete Ricketts (plazo limitado)  | 59.0% R         | Sólido                      | Sólido                    | Sólido                        |
| Nevada           | EVEN | Steve Sisolak                   | 49.4% D         | Competitivo                 | Competitivo               | Pequeña ventaja               |
| Nuevo Hampshire  | EVEN | Chris Sununu                    | 65.1% R         | Sólido                      | Competitivo               | Sólido                        |
| Nuevo México     | D+3  | Michelle Lujan Grisham          | 57.2% D         | Probable                    | Sólido                    | Probable                      |
| Nueva York       | D+10 | Kathy Hochul                    | 59.6% D         | Sólido                      | Sólido                    | Probable                      |
| Ohio             | R+6  | Mike DeWine                     | 50.4% R         | Probable                    | Sólido                    | Probable                      |
| Oklahoma         | R+20 | Kevin Stitt                     | 54.3% R         | Sólido                      | Sólido                    | Sólido                        |
| Oregón           | D+6  | Kate Brown (plazo limitado)     | 50.1% D         | Probable                    | Sólido                    | Pequeña ventaja               |
| Pensilvania      | R+2  | Tom Wolf (plazo limitado)       | 57.8% D         | Competitivo                 | Competitivo               | Competitivo                   |
| Rhode Island     | D+8  | Dan McKee                       | 52.6% D         | Sólido                      | Sólido                    | Probable                      |
| Carolina del Sur | R+8  | Henry McMaster                  | 54.0% R         | Sólido                      | Sólido                    | Sólido                        |
| Dakota del Sur   | R+16 | Kristi Noem                     | 51.0% R         | Sólido                      | Sólido                    | Sólido                        |
| Tennessee        | R+14 | Bill Lee                        | 59.6% R         | Sólido                      | Sólido                    | Sólido                        |
| Texas            | R+5  | Greg Abbott                     | 55.8% R         | Probable                    | Sólido                    | Probable                      |
| Vermont          | D+15 | Phillip Scott                   | 68.5% R         | Sólido                      | Sólido                    | Probable                      |
| Wisconsin        | R+2  | Tony Evers                      | 49.5% D         | Competitivo                 | Competitivo               | Competitivo                   |
| Wyoming          | R+26 | Mark Gordon                     | 67.1% R         | Sólido                      | Sólido                    | Sólido                        |